# Vardon Trophy
Vardon Trophy är ett pris som årligen delas ut till den golfspelare på den amerikanska PGA-touren som har lägsta genomsnittliga scoren under säsongen. Priset ges ut av PGA of America sedan 1937, med undantag för krigsåren 1942-1946, och då ursprungligen efter ett poängsystem. Poängsystemet byttes sedan ut 1947 för att därefter delas ut till den spelare som har den lägsta genomsnittliga scoren under säsongen. En ändring skedde 1988, och sedan dess går priset till den spelare som har den lägsta justerade genomsnittliga scoren över minst 60 spelade tävlingsrundor (det var minimikrav på 80 tävlingsrundor innan 1988). Trofén är namngiven efter den framstående golfspelaren Harry Vardon, som dog 1937.
PGA Touren har instiftat ett eget pris, Byron Nelson Award, som årligen delas ut till den spelare som har den lägsta justerade genomsnittliga scoren under året. Priset har delats ut sedan 1980 och spelaren måste ha spelat minst 50 tävlingsrundor för att motta priset.
Den justerade genomsnittliga scoren tar i beräkning hur svår golfbanan är, detta genom att beräkna alla spelares genomsnittliga score under en tävling och använda det som ett mått på svårighetsgrad.
Eftersom Vardon Trophy har som minimikrav på 60 spelare tävlingsrundor, och Byron Nelson Award 50 rundor, så kan priset gå till olika spelare. Detta har också hänt, bland annat 2006 då Tiger Woods vann Byron Nelson Award, men inte Vardon Trophy.

## Vinnare
| År   | Vinnare         | Justerad snittscore (Minimum 60 rundor) | Byron Nelson Award | Justerad snittscore (Minimum 50 rundor) |
| ---- | --------------- | --------------------------------------- | ------------------ | --------------------------------------- |
| 2017 | Jordan Spieth   | 68.85                                   | Jordan Spieth      | 68.85                                   |
| 2016 | Dustin Johnson  | 69.17                                   | Dustin Johnson     | 69.17                                   |
| 2015 | Jordan Spieth   | 68.91                                   | Jordan Spieth      | 68.91                                   |
| 2014 | Rory McIlroy    | 68.83                                   | Rory McIlroy       | 68.83                                   |
| 2013 | Tiger Woods     | 68.98                                   | Steve Stricker     | 68.95                                   |
| 2012 | Rory McIlroy    | 68.87                                   | Rory McIlroy       | 68.87                                   |
| 2011 | Luke Donald     | 68.86                                   | Luke Donald        | 68.86                                   |
| 2010 | Matt Kuchar     | 69.61                                   | Matt Kuchar        | 69.61                                   |
| 2009 | Tiger Woods     | 68.05                                   | Tiger Woods        | 68.05                                   |
| 2008 | Sergio García   | 69.12                                   | Sergio García      | 69.12                                   |
| 2007 | Tiger Woods     | 67.79                                   | Tiger Woods        | 67.79                                   |
| 2006 | Jim Furyk       | 68.86                                   | Tiger Woods        | 68.11                                   |
| 2005 | Tiger Woods     | 68.66                                   | Tiger Woods        | 68.66                                   |
| 2004 | Vijay Singh     | 68.84                                   | Vijay Singh        | 68.84                                   |
| 2003 | Tiger Woods     | 68.41                                   | Tiger Woods        | 68.41                                   |
| 2002 | Tiger Woods     | 68.56                                   | Tiger Woods        | 68.56                                   |
| 2001 | Tiger Woods     | 68.81                                   | Tiger Woods        | 68.81                                   |
| 2000 | Tiger Woods     | 67.79                                   | Tiger Woods        | 67.79                                   |
| 1999 | Tiger Woods     | 68.43                                   | Tiger Woods        | 68.43                                   |
| 1998 | David Duval     | 69.13                                   | David Duval        | 69.13                                   |
| 1997 | Nick Price      | 68.98                                   | Nick Price         | 68.98                                   |
| 1996 | Tom Lehman      | 69.32                                   | Tom Lehman         | 69.32                                   |
| 1995 | Steve Elkington | 69.92                                   | Greg Norman        | 69.06                                   |
| 1994 | Greg Norman     | 68.81                                   | Greg Norman        | 68.81                                   |
| 1993 | Nick Price      | 69.11                                   | Greg Norman        | 68.90                                   |
| 1992 | Fred Couples    | 69.38                                   | Fred Couples       | 69.38                                   |
| 1991 | Fred Couples    | 69.59                                   | Fred Couples       | 69.38                                   |
| 1990 | Greg Norman     | 69.10                                   | Greg Norman        | 69.10                                   |
| 1989 | Greg Norman     | 69.49                                   | Payne Stewart      | 69.485                                  |
| 1988 | Chip Beck       | 69.46                                   | Greg Norman        | 69.38                                   |
| År   | Vinnare         | Genomsnittlig score (Minimum 80 rundor) | Byron Nelson Award | Genomsnittlig score (Minimum 50 rundor) |
| 1987 | Dan Pohl        | 70.25                                   | David Frost        | 70.09                                   |
| 1986 | Scott Hoch      | 70.08                                   | Scott Hoch         | 70.08                                   |
| 1985 | Don Pooley      | 70.36                                   | Don Pooley         | 70.36                                   |
| 1984 | Calvin Peete    | 70.56                                   | Calvin Peete       | 70.56                                   |
| 1983 | Raymond Floyd   | 70.61                                   | Raymond Floyd      | 70.61                                   |
| 1982 | Tom Kite        | 70.21                                   | Tom Kite           | 70.21                                   |
| 1981 | Tom Kite        | 69.80                                   | Tom Kite           | 69.80                                   |
| 1980 | Lee Trevino     | 69.73                                   | Lee Trevino        | 69.73                                   |

| År   | Vinnare         | Genomsnittlig score |
| ---- | --------------- | ------------------- |
| 1979 | Tom Watson      | 70.27               |
| 1978 | Tom Watson      | 70.16               |
| 1977 | Tom Watson      | 70.32               |
| 1976 | Don January     | 70.56               |
| 1975 | Bruce Crampton  | 70.57               |
| 1974 | Lee Trevino     | 70.53               |
| 1973 | Bruce Crampton  | 70.57               |
| 1972 | Lee Trevino     | 70.89               |
| 1971 | Lee Trevino     | 70.27               |
| 1970 | Lee Trevino     | 70.64               |
| 1969 | Dave Hill       | 70.34               |
| 1968 | Billy Casper    | 69.82               |
| 1967 | Arnold Palmer   | 70.18               |
| 1966 | Billy Casper    | 70.27               |
| 1965 | Billy Casper    | 70.85               |
| 1964 | Arnold Palmer   | 70.01               |
| 1963 | Billy Casper    | 70.58               |
| 1962 | Arnold Palmer   | 70.27               |
| 1961 | Arnold Palmer   | 69.85               |
| 1960 | Billy Casper    | 69.95               |
| 1959 | Art Wall        | 70.35               |
| 1958 | Bob Rosburg     | 70.11               |
| 1957 | Dow Finsterwald | 70.30               |
| 1956 | Cary Middlecoff | 70.35               |
| 1955 | Sam Snead       | 69.86               |
| 1954 | E. J. Harrison  | 70.41               |
| 1953 | Lloyd Mangrum   | 70.22               |
| 1952 | Jack Burke, Jr. | 70.54               |
| 1951 | Lloyd Mangrum   | 70.05               |
| 1950 | Sam Snead       | 69.23               |
| 1949 | Sam Snead       | 69.37               |
| 1948 | Ben Hogan       | 69.30               |
| 1947 | Jimmy Demaret   | 69.90               |

| År   | Vinnare      | Poäng |
| ---- | ------------ | ----- |
| 1941 | Ben Hogan    | 494   |
| 1940 | Ben Hogan    | 423   |
| 1939 | Byron Nelson | 473   |
| 1938 | Sam Snead    | 520   |
| 1937 | Harry Cooper | 500   |